# Cihan University Hawler

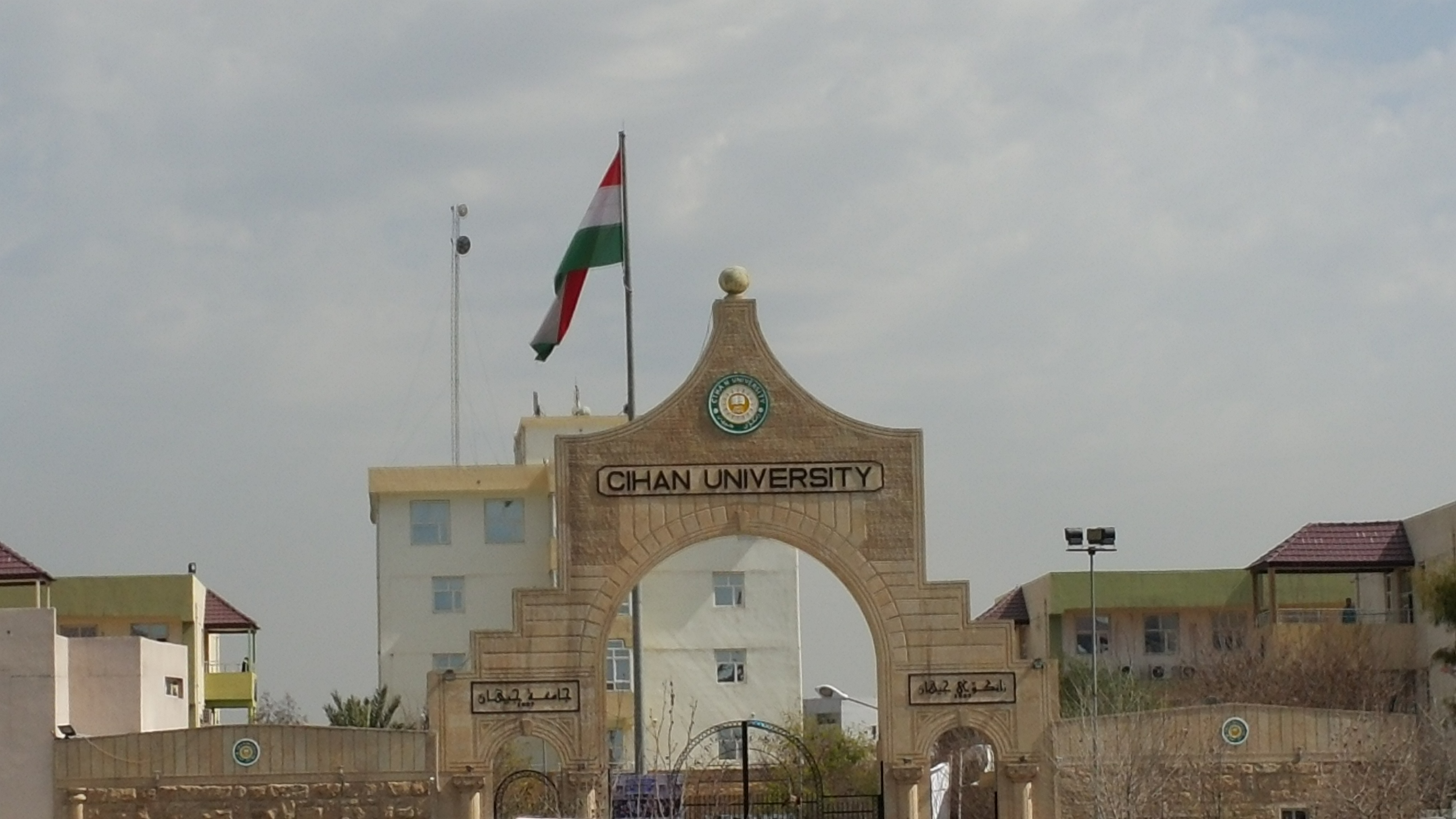
Cihan University Erbil

Die Cihan University Hawler (arabisch جامعة جيهان) ist eine irakisch-kurdische Hochschule in Erbil (amtlich kurdisch ھەولێر Hewlêr) und die erste private Hochschule der Autonomen Region Kurdistan im Irak. Sie wurde 2007 durch die Cihan University Company for Scientific Investment der Cinan Group gegründet und unterhält einen Campus in Erbil. Unterrichtssprache ist Englisch.
2011 folgten mit der Cihan University Sulaimaniya und 2013 mit der Cihan University Duhok zwei weitere Standorte.